# Lena Meyer-Landrut
Lena, właściwie Lena Johanna Therese Meyer-Landrut (ur. 23 maja 1991 w Hanowerze) – niemiecka piosenkarka pop i autorka tekstów, laureatka 55. Konkursu Piosenki Eurowizji (2010), dwukrotna reprezentantka Niemiec w konkursie (2010 i 2011).

## Życiorys

### Wczesne lata
Jej dziadek ze strony ojca, Andreas Meyer-Landrut, był ambasadorem Niemiec w Związku Radzieckim.
Dorastała jako jedynaczka w hanowerskiej dzielnicy Misburg-Anderten. Została wychowana przez samotną matkę, ponieważ jej ojciec opuścił rodzinę, kiedy Lena miała dwa lata.
Od dzieciństwa interesowała się muzyką, ale nie skończyła żadnej szkoły muzycznej. W wieku pięciu lat zaczęła uczęszczać na lekcje tańca klasycznego, nowoczesnego, jazzu oraz hip-hopu, uczyła się także gry na pianinie.

### Kariera muzyczna
W 2009 brała udział w eliminacjach do programu Unser Star für Oslo. Podczas castingu wykonała m.in. piosenkę „Mouthwash” brytyjskiej wokalistki Kate Nash, która w wywiadzie dla czwartego programu radia Brema powiedziała, że była „mile zaskoczona” wyborem jej utworu do wykonania podczas selekcji. Po wykonaniu piosenki Adele „My Same” w pierwszym odcinku Lena stała się faworytką jurorów i widzów do wygrania. 12 marca 2010 wystąpiła w finale i zaśpiewała trzy utwory („Satellite”, „Love Me” i „Bee”) z puli czterech propozycji napisanych na potrzeby konkursu. W drugiej rundzie głosowania wykonała ponownie utwór „Satellite” i zwyciężyła w finale eliminacji, zdobywając większą liczbę głosów. 13 marca finałowe utwory zostały udostępnione do sprzedaży cyfrowej i dotarły do pierwszej piątki krajowych list przebojów (pierwsze dla „Satellite”, trzecie dla „Love Me” i czwarte dla „Bee”), dzięki czemu Lena została pierwszą artystką w historii zestawienia, która tego dokonała. Singiel „Satellite” sprzedał się w ponad 150 tysiącach egzemplarzy i otrzymał status złotej płyty. W kwietniu odnotowano wynik ponad 300 tys. sprzedanych kopii singla, dzięki czemu otrzymał on certyfikat platynowej płyty. Przez kilka tygodni zajmował pierwsze miejsce w rankingu najchętniej ściąganych piosenek na niemieckim iTunes. Utwory „Bee” oraz „Love Me” zajęły kolejno drugie i trzecie miejsce zestawienia, czyniąc Lenę pierwszą piosenkarką, która osiągnęła wszystkie trzy miejsca podium ze swoimi przebojami.

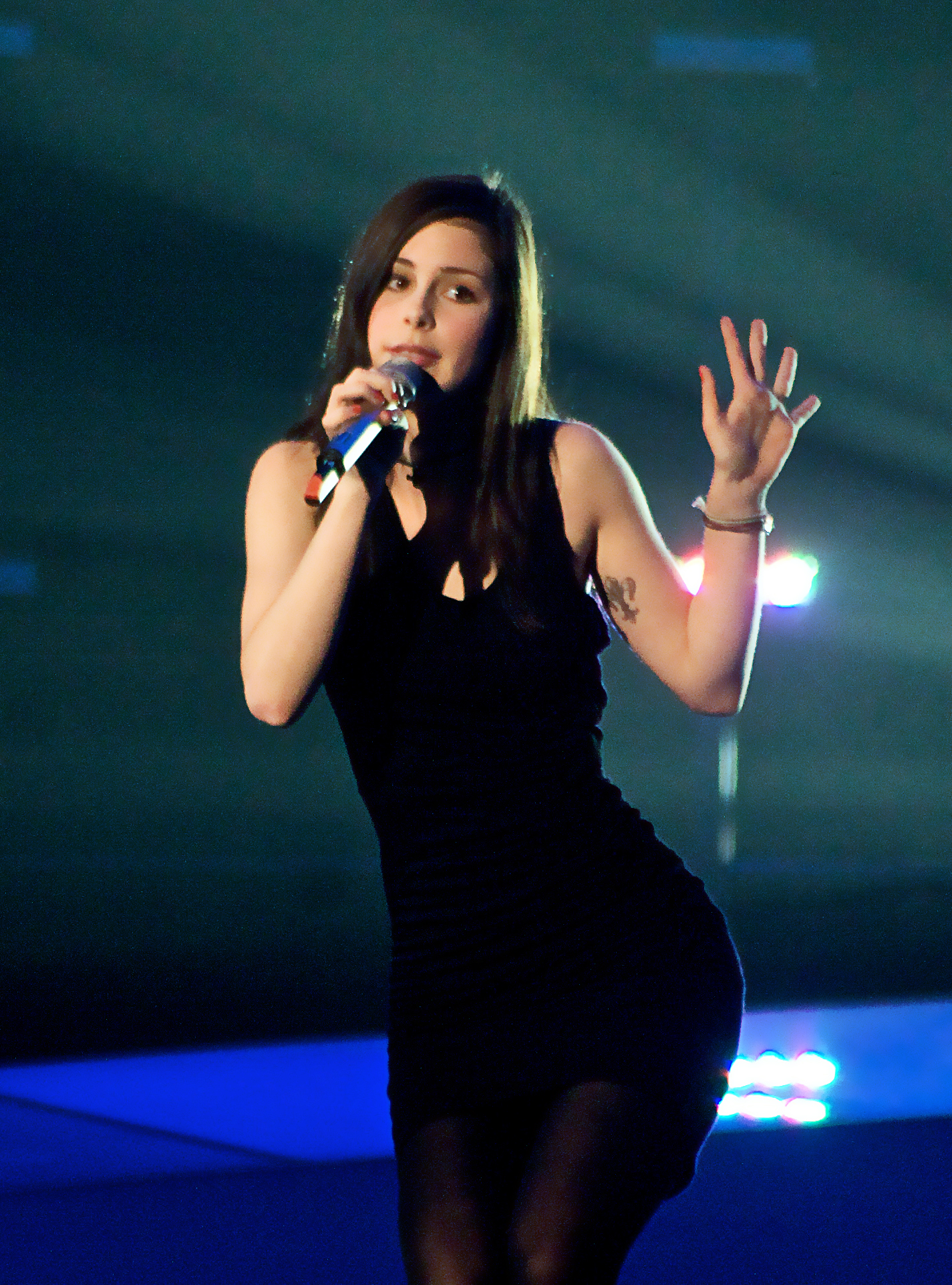
Lena podczas 55. Konkursu Piosenki Eurowizji w Oslo (2010)

Ze swoim debiutanckim albumem pt. My Cassette Player zadebiutował na pierwszym miejscu list przebojów w Niemczech i otrzymał tytuł platynowej płyty, za wynik 500 tys. sprzedanych egzemplarzy. Przed finale Eurowizji 2010 była uważana za jedną z faworytek do wygrania konkursu, wzbudzała także największe zainteresowanie medialne spośród wszystkich uczestników. Jako reprezentantka kraju z tzw. „Wielkiej Czwórki” miała zagwarantowane miejsce w finale konkursu. W maju wystąpiła w finale konkursu i zajęła w nim pierwsze miejsce. Finał konkursu oglądało w Niemczech ok. 15 milionów widzów, co dało stacji prawie 50% udziału na rynku. Podczas występu nie wykorzystała żadnych efektów specjalnych. Po finale konkursu z piosenką „Satellite” trafiła na pierwsze miejsce list przebojów w Danii, Finlandii, Norwegii, Szwecji i Szwajcarii. Singiel dotarł również na szczyt zestawienia European Hot 100, zostając pierwszą piosenką eurowizyjną, którego tego dokonała.
W styczniu 2011 została ogłoszona reprezentantką Niemiec, organizatora 56. Konkursu Piosenki Eurowizji w Düsseldorfie. Jej konkursowa piosenka została wybrana w trakcie programu Unser Song für Deutschland. Podczas koncertu zaprezentowała 12 utworów, a pierwsze miejsce zajęła piosenka „Taken by a Stranger”. Wszystkie utwory umieściła na albumie pt. Good News, który wydała 8 lutego 2011 i za który tydzień po premierze odebrała status złotej płyty w Niemczech. 26 maja wystąpiła w finale Eurowizji 2011 i zajęła dziesiąte miejsce. W finale wystąpiła też gościnnie podczas występu Stefana Raaba, który wykonał rockową wersję piosenki „Satellite”.
W 2012 wystąpiła jako gość muzyczny podczas drugiego półfinału 57. Konkursu Piosenki Eurowizji w Baku; wykonała utwór „Satellite” oraz, wraz z innymi zaproszonymi zwycięzcami konkursu, przebój „Waterloo” ABBA przy akompaniamencie azerskich instrumentów muzycznych. 1 sierpnia zapowiedziała wydanie nowej płyty singlem „Stardust”. W wakacje odbyła trasę koncertową pt. Lenas Wohnzimmer, a 12 października wydała album pt. Stardust. W październiku wystąpiła w jednym z odcinków Sesamstraβe. W listopadzie ukazała się muzyczna składanka dla dzieci Giraffenaffen, na którą nagrała cover piosenki Pippi Pończoszanki „Seeräuber-Opa Fabian”.

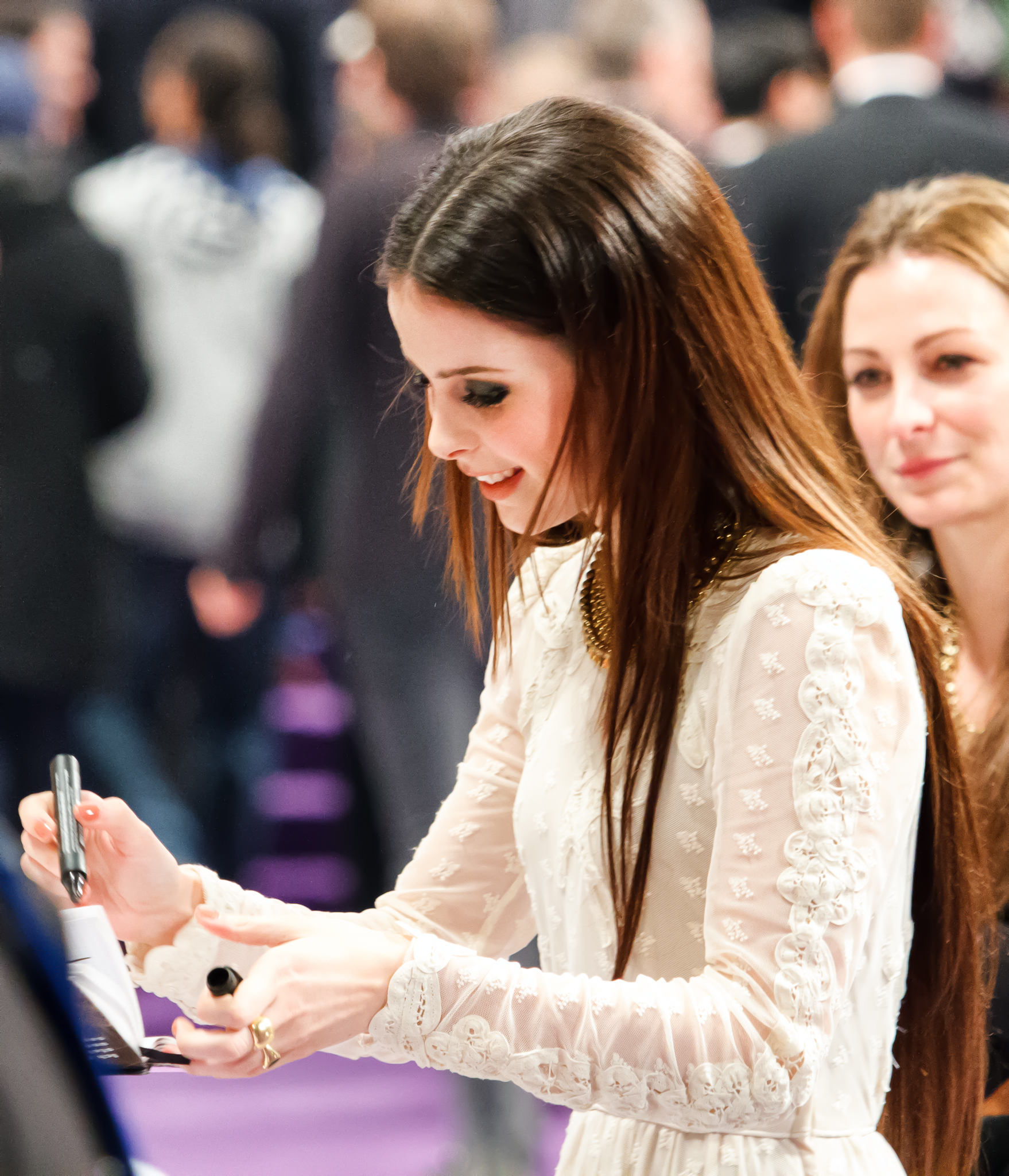
Lena podczas ceremonii ECHO Awards (2013)

Na początku 2013 wypuściła „Neon (Lonely People)”, drugi singiel z albumu Stardust. W marcu podczas ceremonii ECHO Awards 2013 otrzymała nagrodę za najlepszy teledysk (za klip do „Stardust”). Była również nominowana do nagrody dla najlepszej niemieckiej artystki, ale przegrała z Ivy Quainoo. 17 maja wydała trzeci singiel z albumu Stardust, czyli „Mr. Arrow Key”.
We wrześniu 2013 rozpoczęła pracę nad materiałem na czwarty album, którego premierę zaplanowała na czwarty kwartał 2014. W styczniu 2014 ogłosiła, że nawiązała w Nowym Jorku współpracę z producentem muzycznym Bosko Kante. W listopadzie wzięła udział w nagraniu płyty kompilacyjnej pt. I Love Disney, na którą nagrała własną interpretację piosenki „A Whole New World” ze ścieżki dźwiękowej filmu animowanego Aladyn. Na początku marca 2015 wydała „Traffic Lights”, pierwszy singiel z płyty pt. Crystal Sky, którą wydała dwa miesiące później. Jesienią wyruszyła w trasę koncertową promującą album, Carry You Home Tour.
14 kwietnia 2017 wydała „Lost in You”, singiel zapowiadający jej kolejny album. W lipcu zaprezentowała premierowo singiel „If I Wasn’t Your Daughter”, z którym zadebiutowała na 42. miejscu niemieckiego zestawienia przebojów. Niemiecka prasa zaczęła analizować treść utworu, który opowiada o relacji piosenkarki z ojcem, z którym nie miała kontaktu, odkąd ten opuścił rodzinę. W listopadzie 2018 wydała singiel „Thank You”, a 5 kwietnia 2019 premierę miał jej piąty album pt. Only Love L..

### Pozostałe przedsięwzięcia

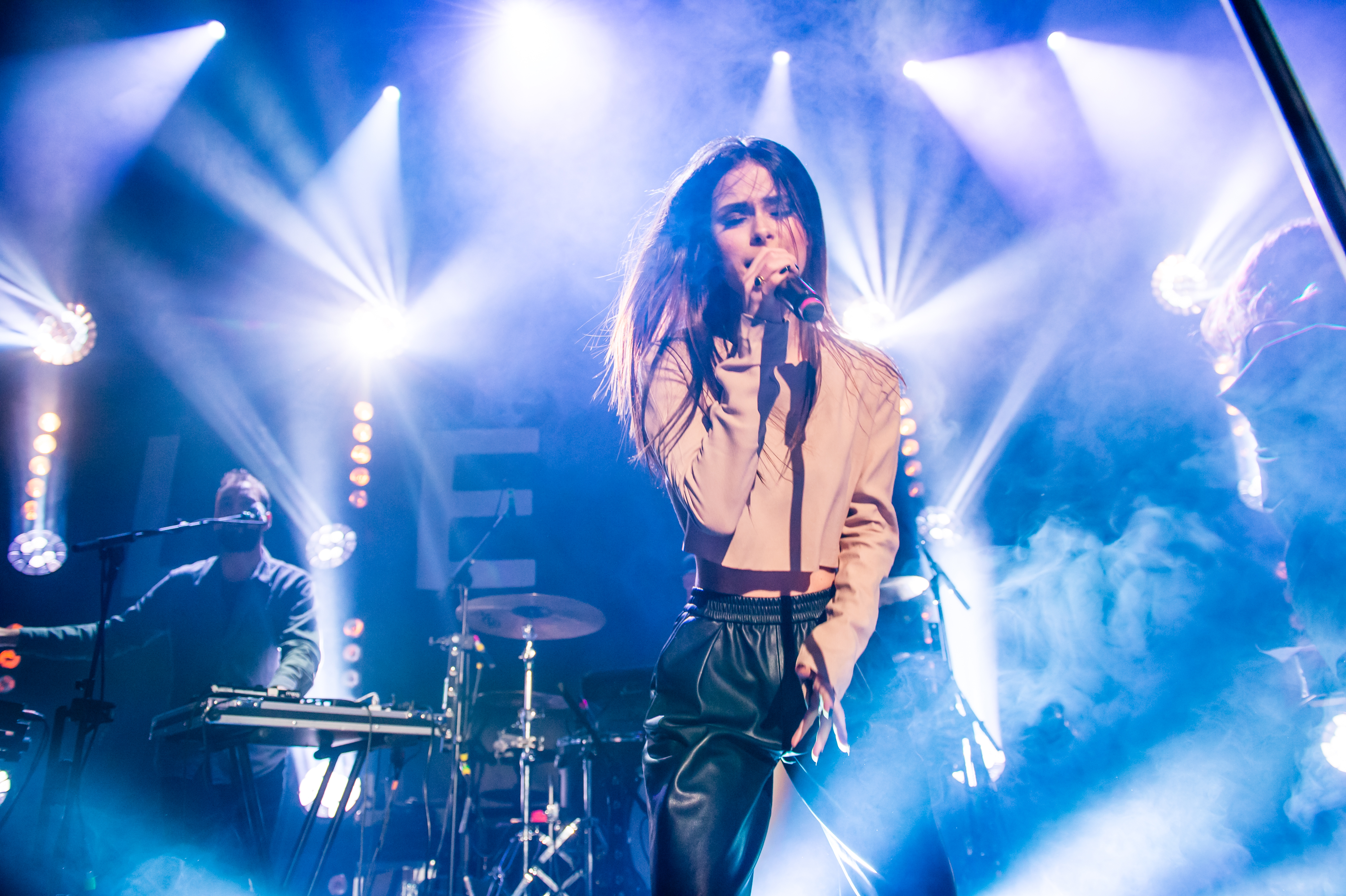
Lena podczas koncertu w ramach trasy koncertowej Carry You Home Tour, październik 2015

W 2009 zagrała role epizodyczne w serialach telewizyjnych: K11 – Kommissare im Einsatz, Helfen Sie mir! i Richter Alexander Hold.
Użyczyła głosu żółwicy Karoli w niemieckiej wersji językowej filmu Żółwik Sammy (2010), małpce Luce w audiobookach: Giraffenaffen – Wir sind da! i Giraffenaffen – Die Schatzsuche (2013) oraz Jane w niemieckim filmie animowanym Tarzan 3D (2014).
Była jurorką w niemieckiej wersji programu The Voice Kids (2013–2015) oraz uczestniczką czwartej edycji niemieckiego programu rozrywkowego Sing meinen Song – Das Tauschkonzert.
Była przewodniczącą krajowej komisji sędziowskiej 58. Konkursu Piosenki Eurowizji i sekretarzem podającym wyniki głosowania Niemiec w finale konkursu.

## Dyskografia

### Albumy studyjne
| Rok  | Tytuł                                                                         |
| ---- | ----------------------------------------------------------------------------- |
| 2010 | My Cassette Player - Premiera: 7 maja 2010 - Wytwórnia: USFO, Universal Music |
| 2011 | Good News - Premiera: 8 lutego 2011 - Wytwórnia: USFO, Universal Music        |
| 2012 | Stardust - Premiera: 12 października 2012 - Wytwórnia: USFO, Universal Music  |
| 2015 | Crystal Sky - Premiera: 15 maja 2015 - Wytwórnia: USFO, Universal Music       |
| 2019 | Only Love, L - Premiera: 5 kwietnia 2019 - Wytwórnia: USFO, Universal Music   |

## Filmografia

### Role dubbingowe
| Rok  | Tytuł                                                | Rola   |
| ---- | ---------------------------------------------------- | ------ |
| 2010 | Sammys Abenteuer–Die Suche nach der geheimen Passage | Shelly |
| 2013 | Giraffenaffen – Wir sind da!                         | Luca   |
| 2013 | Giraffenaffen – Die Schatzsuche                      | Luca   |
| 2013 | Tarzan 3D                                            | Jane   |
| 2016 | Trolls                                               | Puppy  |

### Role epizodyczne
| Rok  | Tytuł produkcji             |
| ---- | --------------------------- |
| 2009 | K11 – Kommissare im Einsatz |
| 2009 | Helfen Sie mir!             |
| 2009 | Richter Alexander Hold      |
| 2011 | Ladykracher                 |